# Тхаммасакмонтри, Чаопрайя
Чаопрайя Тхаммасакмонтри (тайск. เจ้าพระยาธรรมศักดิ์มนตรี; 1 января 1877, Бангкок, Сиам — 1 февраля 1947, Бангкок, Таиланд) — таиландский государственный деятель, председатель Национальной ассамблеи Таиланда (1932).

## Биография
Имел аристократическое происхождение, был сыном одного из тайских принцев, который умер, когда мальчику было 8 лет.
В 1894 г. окончил Школу педагогического образования. Затем работал учителем, помощником директора Школы педагогического образования. В 1899 г. становится чиновником Министерства образования.
- 1911—1914 гг. — постоянный секретарь Министерства образования,
- 1914—1915 гг. — начальник училища гражданской службы,
- 1915—1926 гг. — министр общественного образования Сиама. На этом посту в 1921 г. инициировал программу развития медицинского образования. Также выступил разработчиком первого закона «О начальном образовании».

В 1926 г. вышел в отставку с государственной службы и посвятил себя преподаванию в школе Сатит Чуланак.
Вернулся в общественную жизнь после Сиамской революции 1932 года. В июне-сентября 1932 и в 1932—1933 гг. — председатель Национального собрания Таиланда. В сентябре-декабре 1932 г. - министр образования Таиланда. Занимался различными аспектами отраслевых реформ: введением основ санитарного просвещения, развитием физкультуры и спорта, совершенствованием квалификации педагогов. Приступил к созданию системы профессионального образования, открыл первые сельскохозяйственную и торговую школы. Благодаря его усилиям были открыты несколько высших учебных заведений и множество школ в различных районах страны.
Окончательно ушел из политической жизни в 1934 г., когда понял, что его надежды на демократизацию общественной жизни после революции не реализовались. Занимался созданием строительной школы в Утене.

## Награды и звания
Орден «За заслуги» Ratana Varabhorn
Большой крест ордена Чула Чом Клао
Орден Белого слона 1-го класса
Большой крест ордена Короны Таиланда
Лента с вензелем королевской медали Рамы VII
Лента с вензелем королевской медали Рамы V
Лента с вензелем королевской медали Рамы IV